# Trap Nation
Trap Nation es un promotor musical estadounidense que es principalmente conocido por lanzar música electrónica en su canal de YouTube.

## Historia
Trap Nation fue fundada en septiembre de 2012 por Andre Willem Benz cuando tenía 15 años. Junto con Trap Nation, Benz se expandió a la creación de otros canales, el primero de los cuales, Chill Nation, fue fundado en febrero de 2014. Desde entonces, los canales han sido gestionados por otros curadores, empleados por The Nations, una empresa que abarca todos los canales y Lowly Palace. A partir de abril de 2020, Benz todavía dirige el canal Trap Nation junto a otro curador llamado Jean.
A finales de 2016, Trap Nation fue incluido en los diez canales de YouTube de más rápido crecimiento por Tubefilter, recibiendo un promedio de 70 millones de nuevas obras a la semana.
A partir de 2021, Trap Nation tiene más de 30 millones de suscriptores y tiene crecimiento de más 560.000 nuevos suscriptores al mes a partir de 2018.

### Lowly Palace
En septiembre de 2016, se fundó el sello discográfico independiente de Trap Nation, Lowly Palace. En menos de un año, el canal ha acumulado casi 500 000 suscriptores.

## Eventos
En 2016, Trap Nation hizo su primer debut en vivo en Danbury, donde Botnet y Lukas actuaron.
Trap Nation participó en el evento SXSW en marzo de 2017, con artistas como Illenium, San Holo, Whethany más.
En junio de 2017, Trap Nation celebró el mayor evento de coches de arte en EDC, llegando a una multitud de más de 4000 personas. La alineación contó con artistas como Alan Walker, Troyboi, Boombox Cartel, Autograf, y otros jugaron.

## Elogios
En 2015, Trap Nation fue incluido entre los 10 socios musicales preferidos de YouTube.